# Mohamed Mkacher
Mohamed Mkacher (Sousse, 25 de maio de 1975) é um futebolista profissional tunisiano, defensor retirado.

## Carreira
Mohamed Mkacher representou a Seleção Tunisiana de Futebol nas Olimpíadas de 1996, marcando um gol no evento.